# Кальвелло
Кальвелло (итал. Calvello) — коммуна в Италии, расположена в регионе Базиликата, подчиняется административному центру Потенца.
Население составляет 2231 человек, плотность населения составляет 21 чел./км². Занимает площадь 105,03 км². Почтовый индекс — 85010. Телефонный код — 0971.
Покровителем населённого пункта считается святитель Николай, Мирликийский Чудотворец. Праздник ежегодно празднуется 6 декабря.